# Tidevandskraft
 Denne artikel bør gennemlæses af en person med fagkendskab for at sikre den faglige korrekthed.

En tidevandskraft beskriver den kraft, hvormed et objekt bliver strakt pga. en gradient i styrken af det gravitationelle felt fra et andet objekt. Tidevandskræfter er fx af betydning for Jorden og Månen, hvor de giver anledning til tidevand.

## Tidevandskraften
Tidevandskraften er en konsekvens af den almene newtonske kraftpåvirkning.

### Newtons mekanik
Isaac Newton opdagede tyngdekraften og formulerede de tre love om kræfter, der i dag kendes som Newtons love. En kraft kan enten skubbe eller trække i en bestemt retning og med en bestemt styrke (hvilket betyder, at en kraft er en vektor). Tyngdekraften er en trækkende kraft og kaldes også for massetiltrækning. Alle legemer og objekter har en tyndekraft, men det er objektets masse, der bestemmer, hvor stærk kraftpåvirkningen skal være. Endvidere er kraftens styrke afhængig af legemernes afstand

### Tidevandskraften
Hovedtrækkene for teorien om tidevandet kan forstås ved brug af tyngdeloven: {\displaystyle F=G\cdot {\frac {m\cdot m_{1}}{r^{2}}}}
Her angiver F størrelsen af kraften mellem de to legemer, der har masserne {\displaystyle m} og {\displaystyle m_{1}}, i afstanden r, hvor G er tyngdeaccelerationen. Ved tyngdeaccelerationen fra et legeme med massen m i afstanden er r er derfor givet ved: {\displaystyle a(r)={\frac {F}{m_{1}}}={\frac {G\cdot m}{r^{2}}}}. For Månens tilfælde er R Jordens radius, m er Månens masse og r er afstanden mellem Jordens og Månens centre. 
Tidevandskraften kan illustreres ved et eksempel. Når Månen kredser omkring Jorden, påvirkes hver klode af den anden klodes tyngdekraft, og tidevandskraften fremkommer, fordi legemerne har så stor diameter, at der er væsentlig stærkere tyngdepåvirkning i den side af legemet, som vender mod den anden klode end i den side, der er længst væk. Hvis en måne er tilstrækkeligt tæt på sin planet (eller en planet på sin stjerne) kan det resultere i, at månen (eller planeten) til sidst bliver revet fra hinanden. Dette er ved at ske for Mars' ene måne, Phobos.

## Asteroidebæltet
Ifølge en af teorierne om oprindelsen af det velkendte asteroidebælte mellem Mars og Jupiter er, at alle disse asteroider engang var samlet som én stor planet. Men planeten befandt sig for tæt på Jupiter og blev til sidst revet i stykker af tidevandskræfterne. Dette er endnu ikke en bekræftet teori, men den er blandt de mere populære.